# Tucker (Automobilhersteller)
Tucker war ein US-amerikanischer Hersteller von Automobilen.

## Unternehmensgeschichte
John O. Tucker war Fotograf in Santa Clara in Kalifornien. Er stellte Automobile her. Der Markenname lautete Tucker, inoffiziell auch Tuckermobile. Die Quellen legen sich in der Überschrift auf den Zeitraum von 1900 bis 1908 fest. Zwei Quellen schwächen es im Text dahingehend ab, dass sie um 1900 als Beginn angeben. Die dritte Quelle gibt an, dass auch 1894 und 1899 als Gründungsjahr überliefert seien. Insgesamt entstanden weniger als 20 Fahrzeuge.
Das Unternehmen darf nicht mit der Tucker Corporation verwechselt werden, die nach dem Zweiten Weltkrieg mit dem Tucker ’48 ebenfalls Personenkraftwagen herstellte.

## Fahrzeuge
Zu den Fahrzeugen aus der Jahrhundertwende liegen keine Details vor.
1908 entstand das letzte Fahrzeug. Es wurde Grey Devil genannt. Es hatte einen Zweizylinder-Boxermotor mit 16 PS Leistung. Er war unter dem Fahrzeug montiert und trieb die Hinterachse an. Die offene Karosserie in Form eines Roadsters bot beengt Platz für vier Personen.